# Crimine silenzioso
Crimine silenzioso (The Lineup) è un film del 1958 diretto da Don Siegel e interpretato da Eli Wallach e Robert Keith.

## Trama
A San Francisco arrivano due sicari incaricati di recuperare tre pacchi di eroina, contrabbandati dentro il bagaglio di ignari passeggeri. Sono braccati da una coppia di poliziotti.